# Gankhuyagiin Oyuungerel
Gankhuyagiin Oyuungerel   (Ulaanbaatar, 1985) és una model que va representar a Mongòlia en Miss Món 2007 celebrat a la Xina. Va estudiar a la Universitat Humanitària de Mongòlia, aspirant a ser financera.